# 信德斑啄木
屬於啄木鸟科啄木鸟屬。該鳥發源地位於巴基斯坦的信德省、印度和伊朗的南部。

## 描述
此鳥種外觀近似敘利亞啄木鳥，體型較小，鬚羽較細，背部白羽較多，喙亦較小。其肩部具白斑，黑色羽毛並帶有白色條紋，為該區域唯一黑白相間之啄木鳥。

## 分布和食性
該鳥分布於巴基斯坦信德省、印度和伊朗南部。此鳥種對森林的依賴性一般，可在海拔2200公尺處發現其蹤跡，亦見於鄉村花園及種植園中。該鳥主要生活于旱生闊葉林、河岸林、多刺灌木丛、干旱灌木地、淡水泉和绿洲等湿地。
該物種屬於留鳥，在繁衍后多數会在当地散布並且定居。
食物主要為昆虫，包括甲虫、幼虫、蜘蛛和蚂蚁。

## 繁衍
該鳥繁殖季節為3月至4月。其為一夫一妻制，親鳥共同育雛，並於自行挖掘的樹洞中築巢。本物種每次產卵約3至5顆，由雙親共同孵化。孵化期約12天，雛鳥約於孵化後20天離巢，爾後幼鳥將各自分散。

## 物種狀態
目前尚未針對該鳥類族群進行評估。但該物種族群數量普遍穩定。此鳥種在其分布區域為常見鳥類。其平均壽命約為5.2年。其分布範圍約為1,490,000平方公里。其主要威脅為森林砍伐。

## 外部連結
- 维基共享资源上的相關多媒體資源：信德斑啄木
- 維基物種上的相關：信德斑啄木